# ネノ
ネノ（Neno）はマラウイ南部州のネノ県の県庁所在地である。人口は2,283人（2018年国勢調査）。
町には主要幹線道路の一級国道（M号線）および二級国道（S号線）が通っておらず、最も等級の低い三級国道のT397号線が通過している。T397号線は未舗装道路で整備状況が劣悪であることから、県議会は国に整備を求めている。同線は2011年以降国の整備計画に含まれており予算も出ているにもかかわらず、汚職の横行によって長年にわたり未着工のままである。そのため、県庁所在地では唯一舗装道路がない状況に置かれている。